# Torana
Un torana è un tipo di portale diffuso nell'architettura induista e buddista del subcontinente indiano.

## Significato e usi ditorana
I torana sono associati agli stupa buddisti come il Grande Stupa di Sanchi, nonché a strutture giainiste e induiste e a parecchie strutture secolari. Torana simbolici possono anche essere fatti di fiori e perfino di foglie appese sulle porte e alle entrate, particolarmente nell'India occidentale e meridionale. Si crede portino buona fortuna e indicano occasioni propizie e festive. Possono anche servire a scopi didattici o narrativi oppure essere eretti per segnare la vittoria di un re.
Durante la festa del Vesak dello Sri Lanka è tradizione erigere torana del Vesak colorati illuminati elettricamente in luoghi pubblici. Queste decorazioni sono installazioni temporanee che rimangono in esposizione pubblica per un paio di settimane a partire dal giorno del Vesak.
I torana sono chiamati anche vandanamalika. Ci sono diversi tipi di torana - dvara-torana, patra-torana, ratne-torana e così via, che sono menzionati nei trattati architettonici indiani medievali.

## Storia
L'attuale torana presso la stupa di Sanchi fu costruito intorno al I secolo a.C. fino al I secolo d.C., dall'impero Shatavahana dell'antica India.
Sia i portali cinesi paifang sia i portali giapponesi torii potrebbero essere derivati dai torana indiani. Le funzioni di tutti e tre sono simili, ma generalmente differiscono in base ai loro rispettivi stili architettonici, come l'avere tetti a livelli multipli e con archi e vari "pali di sostegno" che sono prevalenti nello stile architettonico est asiatico.
Il portale coreano è anche imparentato con il torii giapponese e strutture simili esistono in Thailandia.
Tra questi paesi ebbero luogo numerosi scambi culturali nei tempi antichi, così che molte pratiche culturali indiane, thailandesi, cinesi, coreane e giapponesi sono imparentate. Per esempio, Benzaiten è un nome giapponese per la dea indù Saraswati, e l'antico alfabeto siddham, che scomparve dall'India verso il 1200 d.C., è ancora scritto da alcuni monaci in Giappone.

Architetture simili
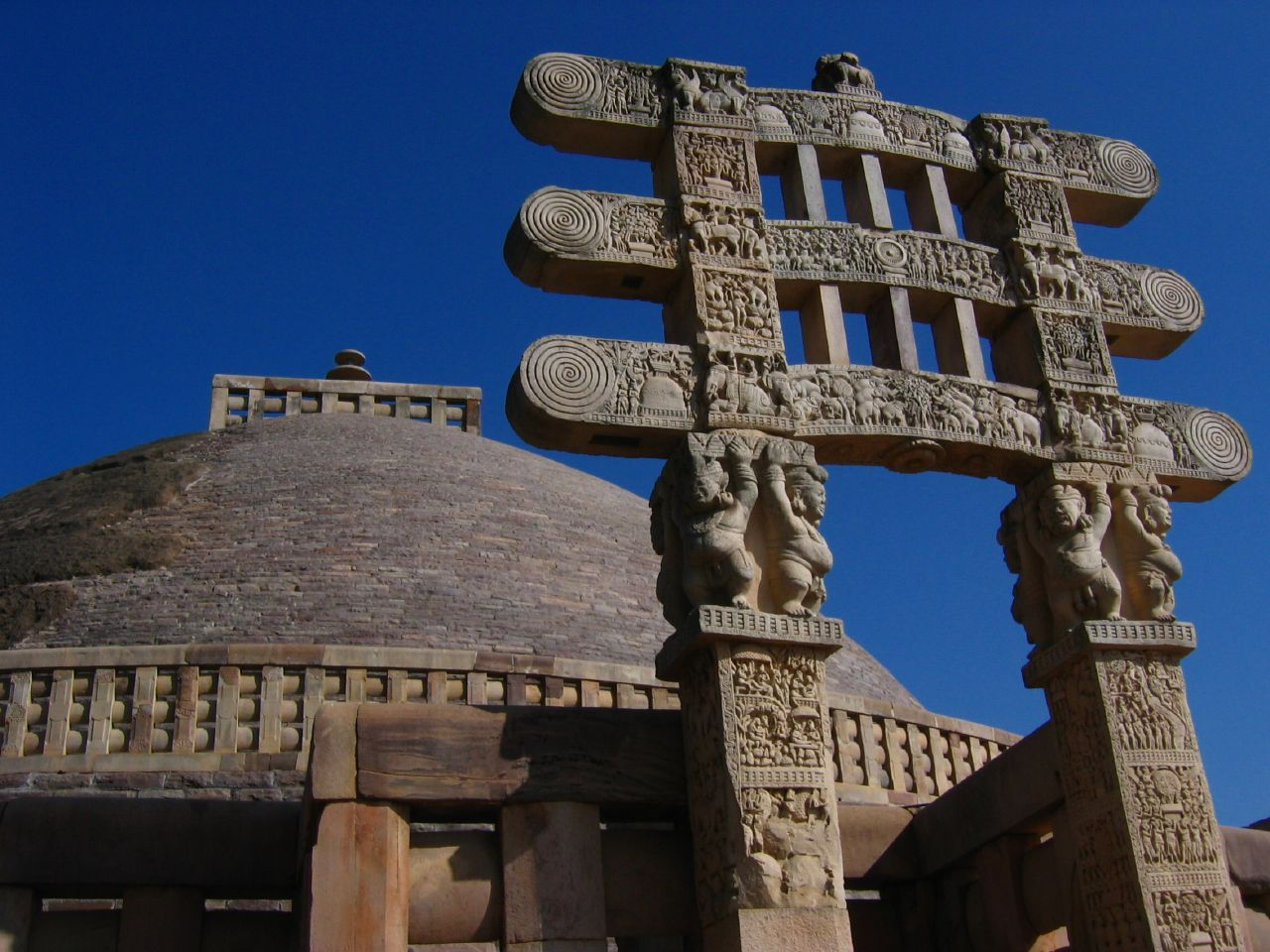
Un torana indiano
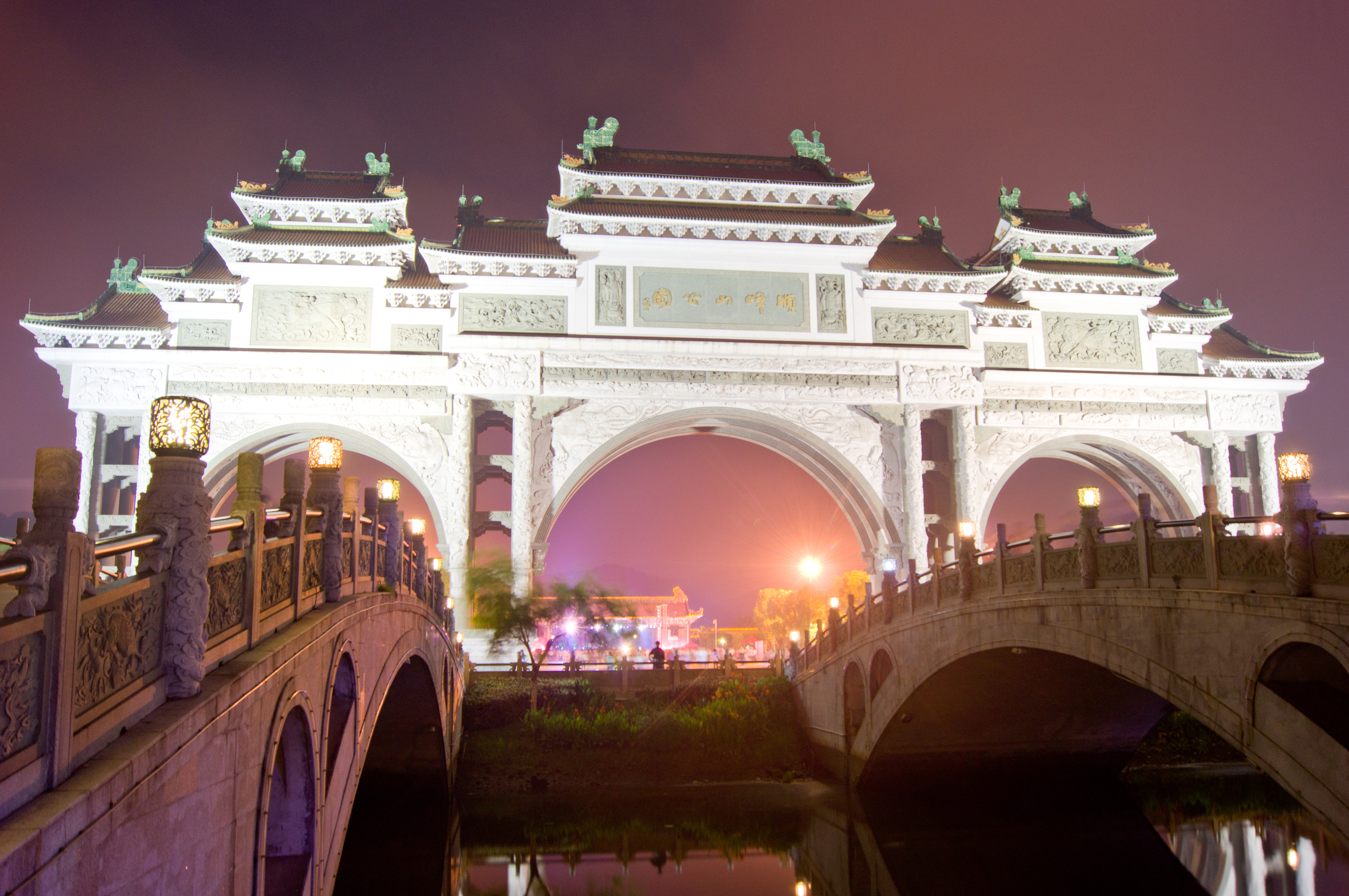
Un paifang cinese
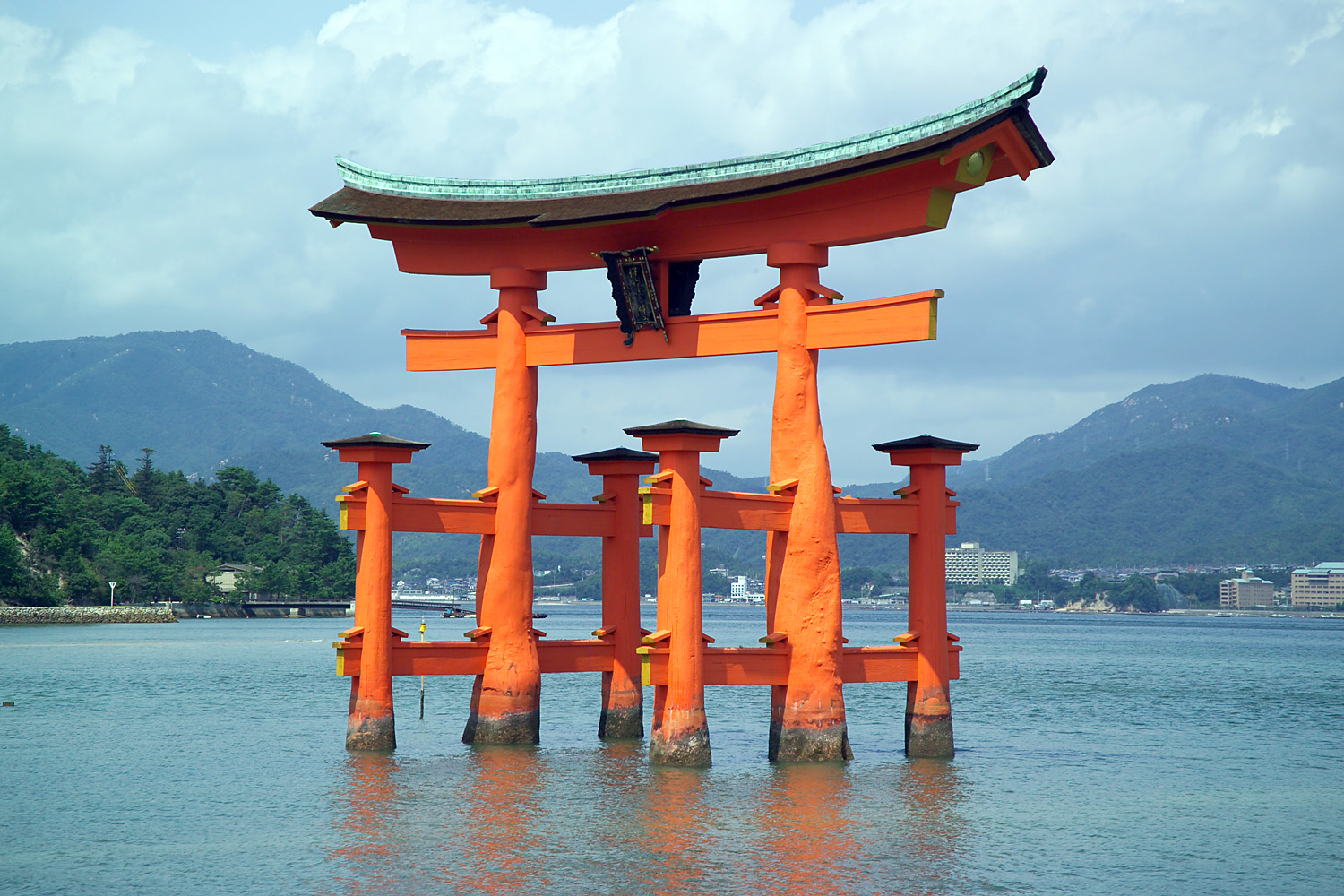
Un torii giapponese
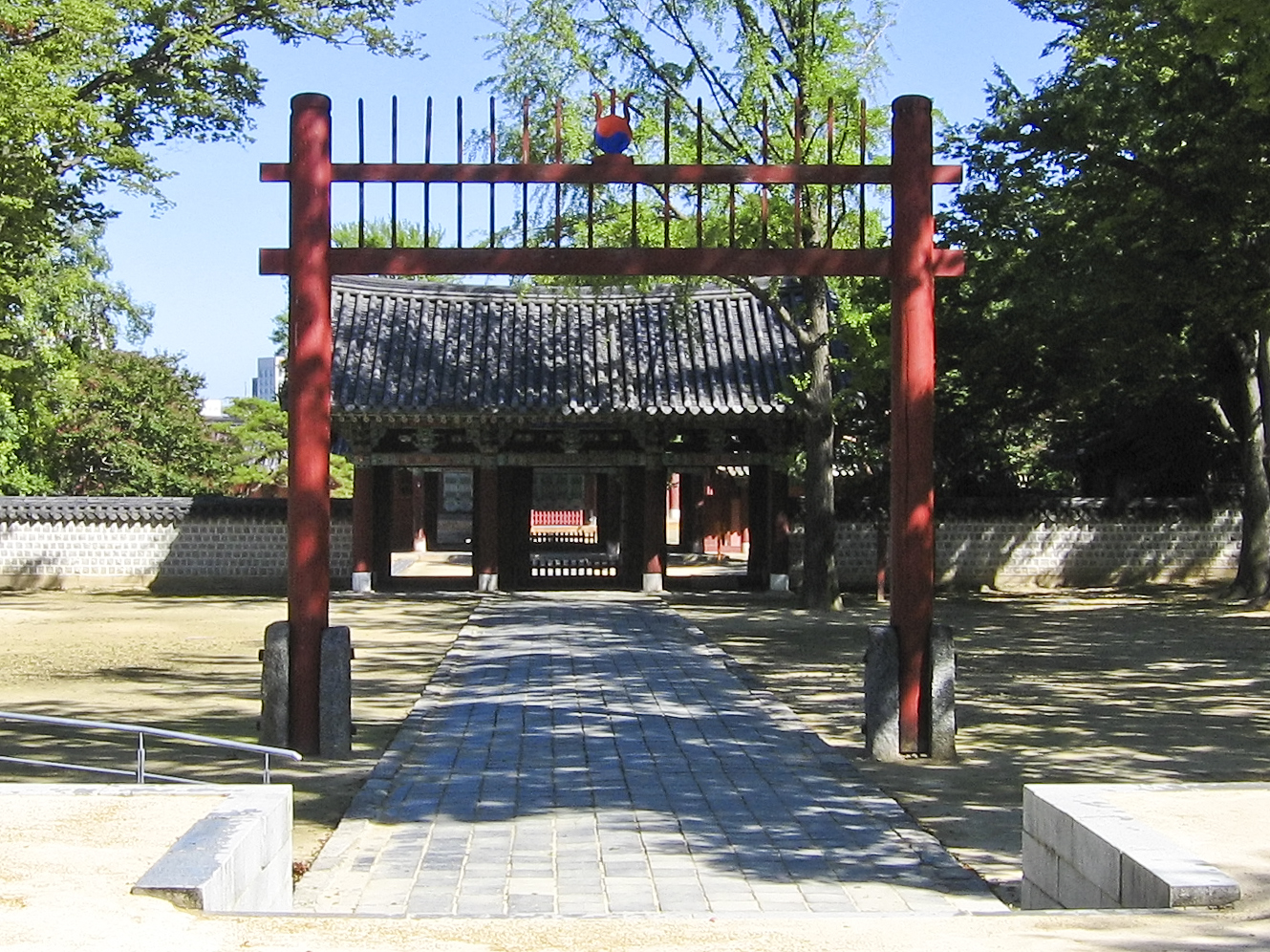
Un hongsalmun coreano